# Österreichische Floorball-Bundesliga
Die österreichische Floorball-Bundesliga ist die höchste Großfeld-Spielklasse im österreichischen Floorball. Amtierender Meister bei den Herren ist der Wiener Floorball Verein. Rekordmeister ist der VSV Unihockey mit neun Titeln. Bei den Damen stellen die FBC Dragons aus Wien den amtierenden Meister, Rekordmeister ist der TVZ Wikings Zell am See mit sechs Titeln (sowie zwei weiteren Titelgewinnen als SPG HSI/Wikings).

## Österreichische Staatsmeister seit 2001
| Jahr | Herren                                    | Damen                                     |
| ---- | ----------------------------------------- | ----------------------------------------- |
| 2025 |                                           | FBC Dragons                               |
| 2024 | Wiener Floorball Verein                   | SPG HSI/Wikings                           |
| 2023 | Wiener Floorball Verein                   | SPG HSI/Wikings                           |
| 2022 | Wiener Floorball Verein                   | ASKÖ FSG Linz/Rum                         |
| 2021 | VSV Unihockey                             | TVZ Wikings Zell am See                   |
| 2020 | Aufgrund der Corona-Pandemie ohne Meister | Aufgrund der Corona-Pandemie ohne Meister |
| 2019 | Wiener Floorball Verein                   | ASKÖ FSG Linz/Rum                         |
| 2018 | Wiener Floorball Verein                   | TVZ Wikings Zell am See                   |
| 2017 | VSV Unihockey                             | Wiener Floorball Verein                   |
| 2016 | Wiener Floorball Verein                   | TVZ Wikings Zell am See                   |
| 2015 | VSV Unihockey                             | TVZ Wikings Zell am See                   |
| 2014 | VSV Unihockey                             | Wiener Floorball Verein                   |
| 2013 | VSV Unihockey                             | TVZ Wikings Zell am See                   |
| 2012 | VSV Unihockey                             | TVZ Wikings Zell am See                   |
| 2011 | TVZ Wikings Zell am See                   | Wiener Floorball Verein                   |
| 2010 | VSV Unihockey                             |                                           |
| 2009 | VSV Unihockey                             |                                           |
| 2008 | TVZ Wikings Zell am See                   |                                           |
| 2007 | VSV Unihockey                             |                                           |
| 2006 | TVZ Wikings Zell am See                   |                                           |
| 2005 | TVZ Wikings Zell am See                   |                                           |
| 2004 | TVZ Wikings Zell am See                   |                                           |
| 2003 | KAC Floorball                             |                                           |
| 2002 | TVZ Wikings Zell am See                   |                                           |
| 2001 | Carinthian Flyers Villach                 |                                           |

### Rekordmeister (Herren)
| Rang | Verein                    | Meistertitel |
| ---- | ------------------------- | ------------ |
| 1.   | VSV Unihockey             | 9            |
| 2.   | TVZ Wikings Zell am See   | 6            |
|      | Wiener Floorball Verein   | 6            |
| 4.   | KAC Floorball             | 1            |
|      | Carinthian Flyers Villach | 1            |

### Rekordmeister (Damen)
| Rang | Verein                  | Meistertitel |
| ---- | ----------------------- | ------------ |
| 1.   | TVZ Wikings Zell am See | 6            |
| 2.   | Wiener Floorball Verein | 3            |
| 3.   | ASKÖ FSG Linz/Rum       | 2            |
|      | SPG HSI/Wikings         | 2            |
| 5.   | FBC Dragons             | 1            |

## Rekordspieler (Herren)
Statistiken beinhalten Partien der IFL, der Bundesliga sowie der österreichischen Staatsmeisterschaft.

### Einsätze
| Pl.               | Name              | Team(s)                  | Einsätze | Tore | Assists | Punkte |
| ----------------- | ----------------- | ------------------------ | -------- | ---- | ------- | ------ |
| 1.                | Timo Schmid       | VSV Unihockey            | 259      | 533  | 134     | 667    |
| 2.                | Christian Dworzak | KAC Floorball, Wiener FV | 224      | 149  | 109     | 258    |
| 3.                | Michael Kanduth   | VSV Unihockey            | 197      | 54   | 99      | 153    |
| 4.                | Jakob Mayer       | VSV Unihockey, Wiener FV | 177      | 211  | 102     | 313    |
| 5.                | Laurin Zehetner   | Wiener FV                | 172      | 122  | 97      | 219    |
| Stand: 03.03.2025 |                   |                          |          |      |         |        |

### Tore
| Pl.               | Name                 | Team(s)                      | Tore | Einsätze | pro Spiel |
| ----------------- | -------------------- | ---------------------------- | ---- | -------- | --------- |
| 1.                | Timo Schmid          | VSV Unihockey                | 533  | 259      | 2,06      |
| 2.                | Jakob Mayer          | VSV Unihockey, Wiener FV     | 211  | 177      | 1,19      |
| 3.                | Michael Seiser       | Wiener FV                    | 195  | 146      | 1,34      |
| 4.                | Andreas Pfeifer      | KAC Floorball                | 183  | 167      | 1,1       |
| 5.                | Christoph Haimburger | VSV Unihockey, KAC Floorball | 155  | 109      | 1,42      |
| Stand: 03.03.2025 |                      |                              |      |          |           |

### Assists
| Pl.               | Name             | Team(s)                       | Assists | Einsätze | pro Spiel |
| ----------------- | ---------------- | ----------------------------- | ------- | -------- | --------- |
| 1.                | Michael Seiser   | Wiener FV                     | 196     | 146      | 1,34      |
| 2.                | Joe Leurer-Kern  | UHC Crossroads, VSV Unihockey | 142     | 155      | 0,92      |
| 3.                | Timo Schmid      | VSV Unihockey                 | 134     | 259      | 0,52      |
| 4.                | Andreas Pfeifer  | KAC Floorball                 | 115     | 167      | 0,69      |
| 5.                | Thomas Seebacher | VSV Unihockey, IC Graz        | 111     | 156      | 0,71      |
| Stand: 03.03.2025 |                  |                               |         |          |           |

### Strafminuten
| Pl.               | Name                 | Team(s)                                      | Minuten | Einsätze | pro Spiel |
| ----------------- | -------------------- | -------------------------------------------- | ------- | -------- | --------- |
| 1.                | Joe Leurer-Kern      | UHC Crossroads, VSV Unihockey                | 253     | 155      | 1,63      |
| 2.                | Patrick Schwarz      | TVZ Wikings, VSV Unihockey, Brucker Bulldogs | 145     | 128      | 1,13      |
| 3.                | Bernhard Winkelhofer | UHC Linz                                     | 140     | 68       | 2,06      |
| 4.                | Christian Dworzak    | Wiener FV, KAC Floorball                     | 135     | 224      | 0,6       |
| 5.                | Nikolaj Delura       | Wiener FV                                    | 135     | 94       | 1,44      |
| Stand: 03.03.2025 |                      |                                              |         |          |           |

### Anteil abgewehrter Torschüsse (Save Percentage)
| Pl.                                                                  | Name             | Team(s)           | Quote | Schüsse | Gehalten |
| -------------------------------------------------------------------- | ---------------- | ----------------- | ----- | ------- | -------- |
| 1.                                                                   | Timmo Taurer     | VSV Unihockey     | 84,7% | 1856    | 1572     |
| 2.                                                                   | Georg Leitner    | UHC Alligator Rum | 84,5% | 898     | 759      |
| 3.                                                                   | Philipp Neier    | UHC Alligator Rum | 84,5% | 239     | 202      |
| 4.                                                                   | Bernhard Bezucha | Wiener FV         | 84,2% | 2287    | 1926     |
| 5.                                                                   | Jonas Eder       | TVZ Wikings       | 83%   | 366     | 441      |
| Nur Goalies mit mind. 100 abgewehrten Torschüssen, Stand: 03.03.2025 |                  |                   |       |         |          |

### Gehaltene Penaltys
| Pl.               | Name              | Team(s)                    | Gehalten | Penaltys | Quote |
| ----------------- | ----------------- | -------------------------- | -------- | -------- | ----- |
| 1.                | Timmo Taurer      | VSV Unihockey              | 31       | 47       | 66%   |
| 2.                | Bernhard Bezucha  | Wiener FV                  | 19       | 27       | 70%   |
| 3.                | Christoph Steiner | UHC Vikinger Götzis        | 19       | 25       | 76%   |
| 4.                | Felix Scherer     | UHC Crossroads, IBC Leoben | 18       | 25       | 72%   |
| 5.                | Nicholas Jauck    | TVZ Wikings                | 18       | 26       | 69%   |
| Stand: 03.03.2025 |                   |                            |          |          |       |

## Rekordspieler (Damen)
Statistiken beinhalten Partien der W-IFL, der Bundesliga sowie der österreichischen Staatsmeisterschaft.

### Einsätze
| Pl.               | Name               | Team(s)     | Einsätze | Tore | Assists | Punkte |
| ----------------- | ------------------ | ----------- | -------- | ---- | ------- | ------ |
| 1.                | Pamela Schroll     | TVZ Wikings | 159      | 20   | 20      | 40     |
| 2.                | Viktoria Fersterer | TVZ Wikings | 130      | 98   | 77      | 175    |
| 3.                | Sandra Tonegatti   | TVZ Wikings | 121      | 68   | 42      | 110    |
| 4.                | Alexandra Kemptner | TVZ Wikings | 119      | 37   | 44      | 81     |
| 5.                | Sandra Otto        | Wiener FV   | 102      | 73   | 44      | 115    |
| Stand: 03.03.2025 |                    |             |          |      |         |        |

### Tore
| Pl.               | Name                | Team(s)     | Tore | Einsätze | pro Spiel |
| ----------------- | ------------------- | ----------- | ---- | -------- | --------- |
| 1.                | Michaela Fankhauser | TVZ Wikings | 100  | 99       | 1,01      |
| 2.                | Melanie Bernert     | TVZ Wikings | 98   | 96       | 1,02      |
| 3.                | Viktoria Fersterer  | TVZ Wikings | 98   | 130      | 0,75      |
| 4.                | Elisabeth Körbler   | IBC Leoben  | 74   | 53       | 1,4       |
| 5.                | Sandra Otto         | Wiener FV   | 73   | 102      | 0,72      |
| Stand: 03.03.2025 |                     |             |      |          |           |

### Assists
| Pl.               | Name                | Team(s)                                                   | Assists | Einsätze | pro Spiel |
| ----------------- | ------------------- | --------------------------------------------------------- | ------- | -------- | --------- |
| 1.                | Viktoria Fersterer  | TVZ Wikings                                               | 77      | 130      | 0,59      |
| 2.                | Michaela Fankhauser | TVZ Wikings                                               | 74      | 99       | 0,75      |
| 3.                | Vera Gebert         | IBC Leoben, Hot Shots/VSV, TVZ Wikings, Hot Shots/Wikings | 65      | 71       | 0,92      |
| 4.                | Melanie Bernert     | TVZ Wikings                                               | 46      | 96       | 0,48      |
| 5.                | Simone Reitstätter  | TVZ Wikings                                               | 44      | 89       | 0,49      |
| Stand: 03.03.2025 |                     |                                                           |         |          |           |

### Strafminuten
| Pl.               | Name                | Team(s)                 | Minuten | Einsätze | pro Spiel |
| ----------------- | ------------------- | ----------------------- | ------- | -------- | --------- |
| 1.                | Sandra Otto         | Wiener FV               | 38      | 102      | 0,37      |
| 2.                | Manuela Enge        | Wiener FV               | 33      | 77       | 0,43      |
| 3.                | Patricia Vankusova  | Wiener FV               | 32      | 22       | 1,45      |
| 4.                | Anja Zotter         | IBC Leoben, TVZ Wikings | 28      | 53       | 0,53      |
| 5.                | Michaela Fankhauser | TVZ Wikings             | 28      | 99       | 0,28      |
| Stand: 03.03.2025 |                     |                         |         |          |           |

### Anteil abgewehrter Torschüsse (Save Percentage)
| Pl.                                                                  | Name             | Team(s)                        | Quote | Schüsse | Gehalten |
| -------------------------------------------------------------------- | ---------------- | ------------------------------ | ----- | ------- | -------- |
| 1.                                                                   | Leona Gratzer    | Bandyts, KAC                   | 91,3% | 126     | 115      |
| 2.                                                                   | Lara Fuhrmann    | Hot Shots/VSV, Bandyts, KAC    | 89%   | 688     | 612      |
| 3.                                                                   | Maria Gatto      | TVZ Wikings, Hot Shots/Wikings | 86,7% | 166     | 144      |
| 4.                                                                   | Anna Mitteregger | Hot Shots/Wikings              | 85,6% | 666     | 570      |
| 5.                                                                   | Lisa Weinlich    | Wiener FV                      | 85,6% | 353     | 302      |
| Nur Goalies mit mind. 100 abgewehrten Torschüssen, Stand: 03.03.2025 |                  |                                |       |         |          |

### Gehaltene Penaltys
| Pl.               | Name              | Team(s)           | Gehalten | Penaltys | Quote |
| ----------------- | ----------------- | ----------------- | -------- | -------- | ----- |
| 1.                | Petra Körper      | Wiener FV         | 4        | 4        | 100%  |
| 2.                | Anna Mitteregger  | Hot Shots/Wikings | 2        | 2        | 100%  |
| 3.                | Nastja Schön      | Zurndorf          | 2        | 2        | 100%  |
| 4.                | Anja Gmeiner      | FBC Dragons       | 1        | 1        | 100%  |
| 5.                | Marina Marjanovic | IBC Leoben        | 1        | 1        | 100%  |
| Stand: 03.03.2025 |                   |                   |          |          |       |

## Altersrekorde

### Herren
| Rekord              | Spieler          | Verein                  | Geburtsdatum | Erstes Spiel/Tor | Alter                       |
| ------------------- | ---------------- | ----------------------- | ------------ | ---------------- | --------------------------- |
| Jüngster Spieler    | Moritz Schlosser | TVZ Wikings Zell am See | 25.10.2009   | 05.11.2022       | 13 Jahre 11 Tage            |
|                     | Jakob Höss       | UHC Alligator Rum       | 2011         | 29.09.2024       | möglicherweise Rekordhalter |
|                     | Albin Gunz       | UHC Alligator Rum       | 2011         | 13.10.2024       | möglicherweise Rekordhalter |
| Jüngster Torhüter   | Jonas Eder       | TVZ Wikings Zell am See | 23.03.2007   | 31.01.2021       | 13 Jahre 315 Tage           |
| Jüngster Torschütze | Alexander Kalles | KAC Floorball           | 08.07.1996   | 09.01.2010       | 13 Jahre 185 Tage           |
|                     | Albin Gunz       | UHC Alligator Rum       | 2011         | 13.10.2024       | möglicherweise Rekordhalter |
|                     | Adrian Feurstein | UHC Linz                | 2006         | 11.01.2020       | möglicherweise Rekordhalter |

| Rekord              | Spielerin   | Verein              | Geburtsdatum | Letztes Spiel/Tor | Alter                  |
| ------------------- | ----------- | ------------------- | ------------ | ----------------- | ---------------------- |
| Ältester Spieler    | Jan Smiesko | UHC Linz            | 1969         | 21.12.2024        | max. 55 Jahre 354 Tage |
| Ältester Torhüter   | Peter Egg   | Hot Shots Innsbruck | 25.04.1969   | 02.11.2019        | 50 Jahre 191 Tage      |
| Ältester Torschütze | Jan Smiesko | UHC Linz            | 1969         | 21.12.2024        | max. 55 Jahre 354 Tage |

Stand 3. März 2025, Quelle: Floorballflash.at

### Damen
| Rekord              | Spielerin         | Verein                  | Geburtsdatum | Erstes Spiel/Tor | Alter             |
| ------------------- | ----------------- | ----------------------- | ------------ | ---------------- | ----------------- |
| Jüngste Spielerin   | Lina Raab         | VSV Unihockey           | 22.04.2007   | 13.10.2018       | 11 Jahre 174 Tage |
| Jüngste Torhüterin  | Maria Gatto       | VSV Unihockey           | 03.02.2005   | 27.01.2018       | 12 Jahre 358 Tage |
| Jüngste Torschützin | Romy Kroisleitner | TVZ Wikings Zell am See | 08.07.2005   | 28.01.2018       | 12 Jahre 204 Tage |

| Rekord              | Spielerin    | Verein                  | Geburtsdatum | Letztes Spiel/Tor | Alter             |
| ------------------- | ------------ | ----------------------- | ------------ | ----------------- | ----------------- |
| Älteste Spielerin   | Petra Krenn  | IBC Leoben              | 18.02.1963   | 12.03.2016        | 53 Jahre 23 Tage  |
| Älteste Torhüterin  | Kristin Otti | Wiener Floorball Verein | 08.01.1980   | 25.02.2024        | 44 Jahre 48 Tage  |
| Älteste Torschützin | Petra Krenn  | IBC Leoben              | 18.02.1963   | 31.01.2016        | 52 Jahre 347 Tage |

Stand 3. März 2025, Quelle: Floorballflash.at